# 블라디미르 베스차스트니흐
블라디미르 예브게니예비치 베스차스트니흐(러시아어: Владимир Евгеньевич Бесчастных, 1974년 4월 1일, 러시아 SFSR 모스크바 ~ )는 러시아의 은퇴한 축구 선수이자, 포지션은 스트라이커였다. 베스차스트니흐는 1996년 체코와의 유로 대회 최종전과 2002년 벨기에와의 월드컵 최종전에서 득점을 기록했었다.

## 수상
스파르타크 모스크바
- 러시아 프리미어리그 : 1992, 1993, 1994, 2001
- 소비에트 컵 : 1991-92
- 러시아 컵 : 1993-94, 2002-03

 베르더 브레멘
- 1994-95 분데스리가 준우승
- 1994년 DFL-슈퍼컵 우승